# بابوية بيزنطية

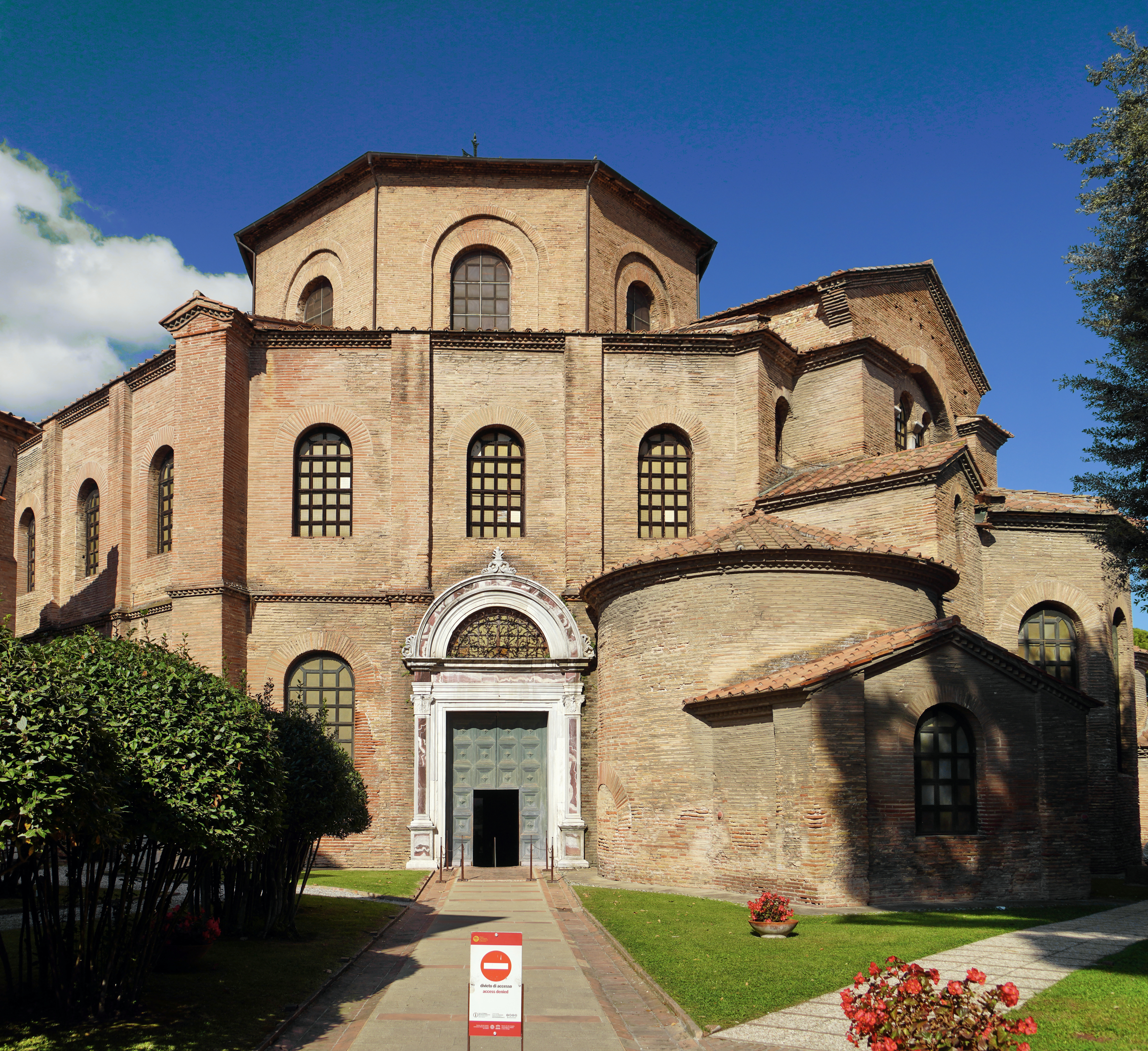
كنيسة القديس فيتالي وتعد أفضل نموذج للفن البيزنطي خلال حقبة البابوية البيزنطية.

البابوية البيزنطية هي حقبة تاريخية من الهيمنة البيزنطية على البابوية بين الأعوام 537 حتى عام 752، عندما تتطلب من الباباوات موافقة الإمبراطور البيزنطي لتكريس الأسقفية، وتم اختيار العديد من الباباوات من اليونان البيزنطية، أو سوريا البيزنطية، أو صقلية البيزنطية. عند قيام جستينيان الأول بغزو شبه الجزيرة الإيطالية في الحرب القوطية (535-554)، قام بتعين الباباوات الثلاثة المقبلين، وهي ممارسة أستمرت من خلفائه حتى عام 752.
بإستثناء البابا مارتن الأول، لم يقم أي بابا خلال هذه الفترة بالتشكيك في سلطة الإمبراطور البيزنطي لتأكيد انتخاب أسقف روما. ومع ذلك، كانت هناك بعض من النزاعات اللاهوتية بين البابا والإمبراطور في العديد من المجالات مثل المونوثيليتية وتحطيم الأيقونات.
قام المبعوثين اليونانيين من اليونان وسوريا وصقلية البيزنطية بإستبدال الأعضاء من النبلاء الرومان الأقوياء الذين سيطروا على الكرسي البابوي خلال هذه الفترة. وتحت حكم الباباوات البيزنطيين تشكلت ثقافة مميزة عبارة «بوتقة انصهار» من التقاليد المسيحية الغربية والشرقية في روما، والتي انعكست على الأدب والفن، فضلاً عن القداس. وشهدت روما «طفح ثقافي قصير» في أوائل القرن السادس نتيجة لترجمة الكلمات اليونانية إلى اللاتينية، والذي رافقه صعود طبقة فكرية تتحدث باللغتين بطلاقة.
وهيمن التجار البيزنطين على الحياة الاقتصادية في روما خلال هذه الحقبة. والذي أدى هذا إلى ازدهار التجارة بين الإمبراطورية البيزنطية وطرق التجارة التقليدية إلى روما، مما جعل المدينة «عالمية» في تكوينها. وقام التجار البيزنطيين الشرقيين، بما في ذلك اليونانيين والسوريين والمصريين السيطرة على بنك التبير.

## التاريخ

### الجذور (534 - 638)
بعد غزوه لإيطاليا خلال الحرب القوطية (535 - 554)، أرغم الإمبراطور جستينيان الأول البابا سيلفيريوس الذي عين من قبل القوط على التنحي ونصب محله البابا فيجيليوس، الذي كان ممثلًا دبلوماسيًا إلى القسطنطينية، ومن ثم عين جستينيان البابا بيلاجيوس الأول بعد «انتخابات صورية» لاستبدال فيجيليوس، بعد ذلك، كان جستينيان راضيًا بأن يكون مقيدًا بموافقة البابا، مثلما كان الحال مع البابا يوحنا الثالث بعد انتخابه. وواصل خلفاء جستينيان هذه الممارسة لما يزيد عن قرن.
على الرغم من أن القوات البيزنطية التي استولت على إيطاليا كانت قد وصفت نفسها بأنها رومانية، كان لدى سكان المدينة ارتياب راسخ من اليونانيين، ومن التأثير الهلنستي بصورة أكثر عمومية. قبل انقضاء فترة طويلة، رفع مواطنو روما عريضة إلى جستينيان لاستعادة نارسيس (الذي استولى على روما في عام 552)، وأعلنوا أنهم كانوا يفضلون أن يكونوا محكومين من قبل القوط. ويمكن أيضًا التنبه إلى المشاعر المناهضة للبيزنطيين في أنحاء شبه الجزيرة الإيطالية، وكان تلقي اللاهوت اليوناني في الحلقات اللاتينية أكثر اختلاطًا.
يمكن ملاحظة تواصل سلطة التعيين لدى الإمبراطور البيزنطي في أسطورة البابا جريجوري الأول الذي كتب إلى القسطنطينية يطلب منهم رفض انتخابه. وأصدر البابا بونيفاس الثالث مرسومًا يندد بالرشوة في الانتخابات البابوية ويمنع مناقشة المرشحين لثلاثة أيام بعد جنازة البابا الأسبق، وبعد ذلك أصدر البابا بونيفاس الثالث مرسومًا يقضي بأن يجتمع رجال الدين و«أبناء الكنائس» (مثلًا النبلاء غير الكهنة والرهبان) لانتخاب خلف، ويصوت كل منهم وفقًا لضميره. خفف ذلك من الفئوية في حالات الخلافة الأربعة التالية، وأفضت كل منها إلى انتخابات سريعة وموافقة إمبراطورية. 
ضمنت هيبة جريجوري الأول دمجًا تدريجيًا للأثر الشرقي، الذي احتفظ بتميز الكنيسة الرومانية، واختير خليفتا جريجوري من ممثليه الدبلوماسيين السابقين إلى القسطنطينية، في محاولة لكسب ود فوكاس، الذي كان جريجوري قد أيد بحماسة مطالبته بالعرش التي كانت محل نزاع. من المرجح بشدة أن البابا بونيفاس الثالث كان من أصل يوناني، الأمر الذي جعله «مشرقيًا على العرش البابوي» في عام 607 (اعتبر العديد من المؤرخين بصورة غير صحيحة البابا ثيودور الأول، الذي حكم منذ عام 642 حتى عام 649، كأول بابا مشرقي في البابوية البيزنطية). كان بونيفاس الثالث قادرًا على نيل إعلان إمبراطوري بأن روما «رأس كافة الكنائس» (الأمر الذي أكد تسمية جستينيان الأول للبابا بأنه «الأول بين جميع الكهنة»)، وهو مرسوم كان ينوي فوكاس من خلاله إهانة بطرك القسطنطينية بقدر ما أراد الرفع من مكانة البابا. 
امتلك فوكاس تمثالًا له مطليًا بالذهب نصب على عمود ضخم في المنتدى الروماني بعد 3 أسابيع فقط على ترسيم بونيفاس الثالث، وفي عام 609 أصدر مرسومًا يقضي بتحويل البانثيون إلى كنيسة مسيحية، والذي كان أول معبد وثني روماني يحول إلى كنيسة. حاول بونيفاس نفسه التفوق على جهود فوكاس في تنصير الموقع بجمعه 24 عربة نقلت عظام الشهداء من مدافن روما لتقديس المعبد. حكم مجمع كنسي يعود إلى العام 610 بأنه يمكن للرهبان أن يكونوا أعضاء تامين من رجال الدين، وهو قرار زاد بصورة كبيرة من حشود الرهبان اليونانيين التي كانت على وشك أن تفر إلى روما مع غزو السلافيين لجزء كبير من الساحل البلقاني. في تلك الفترة كانت سالونا في دالماتيا وجستينيانا بريما في إيليريا وشبه الجزيرة اليونانية وبيلوبونيز وكريت تحت القضاء الكنسي لروما، وكانت القسطنطينية واحدة من «أواخر الأماكن التي يستطيع المرء أن يقصدها كملجأ في أوائل القرن السابع».
 

وصلت موجة جديدة من اللاجئين الرهبان، جالبين معهم العديد من الجدالات الكرستولوجية، إلى روما مع تدمير الإمبراطورية الساسانية الممتلكات البيزنطية الشرقية. وقلبت الفتوحات الإسلامية التالية في القرن السابع من الناحية الفعلية «تدفق النساك نحو الشرق» و«هجرات أدمغة النساك إلى الأراضي المقدسة» التي تلت الغزو القوطي الذي وقع بين عامي 408 و410. وعلى الرغم من أن الرهبان المهاجرين كانوا قليلي العدد نسبيًا، فإن أثرهم كان هائلًا: 
«وسط مناخ رحب بهم بدفء، ستوحد القوة الصغيرة من الرهبان ورجال الدين الذين أتوا إلى روما في هذا الوقت حميتها من أجل مجمع خلقيدونية، وحذاقتهم الفكرية وتعليمهم المرتفع، والسلطة الروحية للكنيسة الرومانية والبابوية في الحشد للمعركة والنصر في الحرب ضد آخر الجدالات الكرستولوجية العظيمة لمواجهة الكنيسة». 

### صراع المشيئة الواحدة (638 - 654)
كان من بين الأمور التي اعتبرت إجبارية للبابا المنتخب أن يسعى إلى تأكيد تعيينه من القسطنطينية قبل ترسيم، وهو ما نجم عنه أغلب الأحيان تأخيرات شديدة الطول (سابينيان: 6 أشهر، بونيفاس الثالث: سنة، بونيفاس الرابع: 10 أشهر، بونيفاس الخامس: 13 شهر)، بسبب صعوبات في السفر والبيروقراطية البيزنطية ونزوات الأباطرة. غالبًا ما كانت الخلافات لاهوتية، فمثلًا، لم يرسّم سيفيرينوس لمدة 20 شهرًا بعد انتخابه بسبب رفضه القبول بالمشيئة الواحدة، ليتوفى بعد أشهر فقط على تلقيه أخيرًا الإذن بأن يرسم في عام 640. وحين حاول البابا ثيودور اليوناني الحرمان الكنسي لبطريركي القسطنطينية لدعم المشيئة الواحدة، نهبت القوات الإمبراطورية الخزينة البابوية في قصر لاتيرانو، واعتقلوا الأرستقراطية البابوية في البلاط الإمبراطوري ونفوها، ودنسوا مذبح الإقامة البابوية في القسطنطينية. 

كان ثيودور فلسطينيًا يونانيًا، ابن أسقف أورشليم، واختير نظرًا إلى قدرته على محاربة عدد من الهرطقات كان أصلها من الشرق في لغته الأم. وكنتيجة لمقدرة ثيودور على محاججة خصومه بلغتهم، «لن تعاني البابوية مرة أخرى على الإطلاق من الإحراج الذي نجم عن اللا مبالاة اللغوية لهونوريوس». اتخذ ثيودور الإجراء غير المسبوق تقريبًا بتعيين ستيفن بدور نائب بابوي إلى فلسطين، بنية خلع الأساقفة الذين يؤمنون بالمشيئة الواحدة خلفاء سيرجيوس من جوبا. ضمن خلع ثيودور للبطريرك بيروس أن «روما والقسطنطينية أصبحتا الآن في حالة انقسام وحرب مفتوحة» حول الكرستولوجيا ستميز الإمبراطورية المسيحية. ثبت دون شك أن الحرمان الكنسي من قبل البابا اليوناني للبطريرك كان «مشهدًا مؤلمًا» للأباطرة الذين كانوا ينوون إعادة الوحدة الدينية. وتشهد جرأة ثيودور على: 
«التيار الخفي القوي لحقد روماني على استخدام جائر كهذا للقوة الإمبراطورية الآتية من رافينا منذ حادثة ماوريكيوس [...] وكان القبول الحماسي بالسلطة السياسية الإمبراطورية التي مورست بتلك الدرجة من الوحشية يتضاءل بصورة ملحوظة».
أصر البابا مارتن الأول، خلف ثيودور، على أن يرسّم على الفور ودون انتظار الموافقة الإمبراطورية، واختطفته (بعد تأخير بسبب التمرد الذي اندلع في الأوليمبيوس، إكسرخس رافينا) القوات الإمبراطورية إلى القسطنطينية، وأدين بالخيانة ونفي إلى القرم حيث توفي في سنة 655. على الرغم من أن الجريمة الرئيسية لمارتن الأول كانت تشجيع مجلس لاتيرانو لعام 649، كان المجلس نفسه «مسألة بيزنطية بوضوح» نظرًا إلى المشاركين فيه وتأثيراته المذهبية (وبشكل خاص اعتماده على نصوص فلوريليجيا). لم تنل المكانة المسكونية للمجلس الاعتراف أبدًا، الأمر الذي عزز في تلك الفترة بأن انعقاد المجالس المسكونية كان امتيازًا إمبراطوريًا. في غضون 4 سنوات على تأجيل المجلس، اعتقل كل من مارتين الأول وماكسيموس المعترف وحوكما في القسطنطينية بتهمة «مخالفة مرسوم تيبوس».